# Tridactyle pentalobata
Tridactyle pentalobata är en orkidéart som beskrevs av Phillip James Cribb och Tariq Stévart. Tridactyle pentalobata ingår i släktet Tridactyle och familjen orkidéer.
Artens utbredningsområde är Gabon. Inga underarter finns listade i Catalogue of Life.